# Corona civica

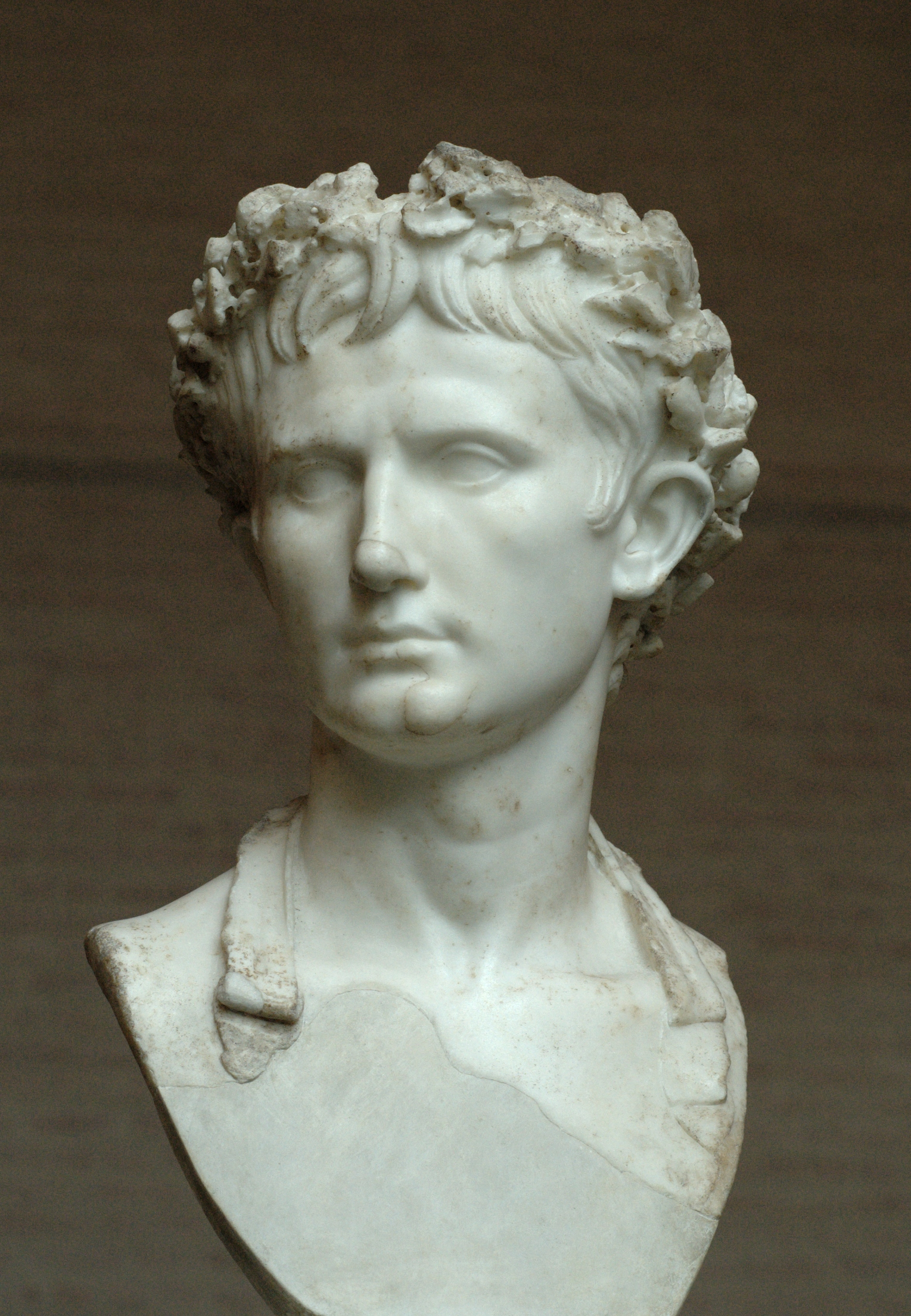
Augustus mit Bürgerkrone
So genannte „Augustus-Bevilacqua“-Büste, Münchner Glyptothek

Die Corona civica (deutsch: Bürgerkrone) war eine der höchsten militärischen Auszeichnungen im Römischen Reich.

## Militärische Auszeichnung
Sie bestand aus einem Kranz aus Eichenblättern (quercea) und wurde demjenigen verliehen, der als römischer Bürger (civis) einem Mitbürger in der Schlacht das Leben gerettet, den Feind getötet, dessen Rüstung genommen hatte und den Platz des Geretteten halten konnte. Sie wurde von dem Geretteten selbst übergeben. In frührepublikanischer Zeit wurde sie aus Blättern der Steineiche (Quercus ilex) gefertigt, im Laufe der Zeit ging man aber vermehrt dazu über, sie aus Zweigen der Stieleiche (Quercus pendunculata) zu binden.
Mit der corona civica waren besondere Privilegien verbunden. So saß der Inhaber bei öffentlichen Spielen bei den Senatoren und alle mussten sich bei seinem Eintritt erheben.

## Bedeutung für das römische Kaisertum
Gaius Iulius Caesar wurde die Bürgerkrone ebenso verliehen wie Augustus, dem man 27 v. Chr. als Ehrerweisung eine Bürgerkrone über den Eingang seines Hauses hängte. Seit dieser Zeit wurde die Bürgerkrone zu einem Insigne der kaiserlichen Würde. Um eine Ähnlichkeit mit der Corona Etrusca des Jupiter zu vermeiden, war die von den Kaisern getragene corona civica wohl nicht aus massivem Gold. Stattdessen war das Eichenlaub anscheinend lediglich mit goldenen Verzierungen und Juwelen geschmückt (siehe auch Corona triumphalis).

## Rezeption
In der späteren Zeit war die Bürgerkrone eine Auszeichnung einer Stadt an Universitäten und Akademien. Während der Französischen Revolution wurde etwa Théroigne de Méricourt für ihre besonderen Verdienste mit der „Bürgerkrone“ geehrt. In der Heraldik der Neuzeit wird unter dem Begriff Bürgerkrone die Mauerkrone verstanden.